# Премія Камоенса
Премія Камоенса (порт. Prémio Camões) — найбільша та найвизначніша літературна премія португаломовних країн, названа на честь великого португальського поета Луїса де Камоенса.

## Історія
Заснована у 1988 році Фондом Національної бібліотеки Португалії та Департаментом національної книги Бразилії. Вручається щорічно. Грошова винагорода лауреатові становить 100 тис. євро.

## Лавреатами перемії
| Рік  | Лавреат                                             | Країна              |
| ---- | --------------------------------------------------- | ------------------- |
| 1989 | Міґел Торґа                                         | Португалія          |
| 1990 | Жуан Кабрал де Мело Нето                            | Бразилія            |
| 1991 | Жозе Кравейрінья                                    | Мозамбік            |
| 1992 | Вержиліо Феррейра                                   | Португалія          |
| 1993 | Ракель ді Кейрош                                    | Бразилія            |
| 1994 | Жоржі Амаду                                         | Бразилія            |
| 1995 | Жозе Сарамаґу                                       | Португалія          |
| 1996 | Едуарду Лоуренсу                                    | Португалія          |
| 1997 | Пепетела (Артур Карлос Маурісіо Пестана душ Сантуш) | Ангола              |
| 1998 | Антоніу Кандиду                                     | Бразилія            |
| 1999 | Софія де Мелло Брейнер-Андресен                     | Португалія          |
| 2000 | Аутран Доураду                                      | Бразилія            |
| 2001 | Еуженіу де Андраде                                  | Португалія          |
| 2002 | Марія Вельо да Кошта                                | Португалія          |
| 2003 | Рубен Фонсека                                       | Бразилія            |
| 2004 | Аґустина Беса-Луїс                                  | Португалія          |
| 2005 | Ліжія Фаґундес Телес                                | Бразилія            |
| 2006 | Жозе Луандіну Вієйра                                | Португалія / Ангола |
| 2007 | Антоніу Лобу Антунеш                                | Португалія          |
| 2008 | Жуан Убалду Рібейру                                 | Бразилія            |
| 2009 | Арменіу Вієйра                                      | Кабо-Верде          |
| 2010 | Феррейра Ґуллар                                     | Бразилія            |
| 2011 | Мануел Антоніу Піна                                 | Португалія          |
| 2012 | Далтон Тревізан                                     | Бразилія            |
| 2013 | Міа Коуту                                           | Мозамбік            |
| 2014 | Альберто да Коста-і-Сільва                          | Бразилія            |
| 2015 | Елія Коррейя                                        | Португалія          |
| 2016 | Радуан Насар                                        | Бразилія            |
| 2017 | Мануел Алеґре                                       | Португалія          |
| 2018 | Жерману Алмейда                                     | Кабо-Верде          |
| 2019 | Шику Буаркі                                         | Бразилія            |
| 2020 | Вітор Мануель де Агіар е Сілва                      | Португалія          |
| 2021 | Пауліна Чізіане                                     | Мозамбік            |

## Лавреати за країнами
- Португалія — 13
- Бразилія — 13
- Ангола — 2
- Мозамбік — 2
- Кабо-Верде — 2